# Châteaufort (Yvelines)
Châteaufort település Franciaországban, Yvelines megyében. Lakosainak száma 1540 fő (2022. január 1.). Châteaufort Buc, Guyancourt, Magny-les-Hameaux, Saint-Rémy-lès-Chevreuse, Toussus-le-Noble és Villiers-le-Bâcle községekkel határos.

## Népesség
A település népességének változása:
| Lakosok száma | 1388 | 1366 | 1426 | 1394 | 1408 | 1423 | 1467 | 1515 | 1540 |
|               | 2013 | 2015 | 2016 | 2017 | 2018 | 2019 | 2020 | 2021 | 2022 |